# Schöllkrippener Forst
Schöllkrippener Forst – obszar wolny administracyjnie (gemeindefreies Gebiet) w Niemczech w kraju związkowym Bawaria, w rejencji Dolna Frankonia, w regionie Bayerischer Untermain, w powiecie Aschaffenburg. Teren jest niezamieszkany.